# Geranomyia skuseana
Geranomyia skuseana là một loài ruồi trong họ Limoniidae. Chúng phân bố ở miền Australasia.